# Татарское Кадряково
Тата́рское Кадряко́во (тат. Татар Кадрәге) — деревня в Арском районе Республики Татарстан, в составе Старочурилинского сельского поселения.

## География
Деревня находится на левом притоке реки Казанка, в 9 км к юго-западу от районного центра, города Арска. Через село проходит автомобильная дорога регионального значения 16К-0396 «Казань — Малмыж».

## История
Деревня известна с 1565–1568 годов как деревня Ярнушевская Урсекова.
В XVIII – первой половине XIX века жители относились к сословию государственных крестьян. Основные занятия жителей в этот период – земледелие и скотоводство, было распространено пчеловодство.
В начале XX века земельный надел сельской общины составлял 222,4 десятины.
До 1920 года деревня входила в Арскую волость Казанского уезда Казанской губернии. С 1920 года в составе Арского кантона ТАССР. С 10 августа 1930 года в Арском районе.

## Население
| 1782 | 1859 | 1897 | 1908 | 1920 | 1926 | 1938 | 1949 | 1958 | 1970 | 1979 | 1989 | 2002 | 2010 | 2015 |
| ---- | ---- | ---- | ---- | ---- | ---- | ---- | ---- | ---- | ---- | ---- | ---- | ---- | ---- | ---- |
| 16   | 61   | 96   | 112  | 234  | 252  | 126  | 144  | 126  | 80   | 50   | 36   | 23   | 18   | 32   |

Национальный состав деревни: татары – 90%, русские – 10%.

## Экономика
Жители занимаются полеводством, молочным скотоводством.

### Комментарии
1. ↑  душ мужского пола
2. ↑  совместно с жителями деревни Русское Кадряково